# Kampor
Kampor je naselje na otoku Rab (Hrvaška), ki upravno spada pod mesto Rab; le-ta pa spada pod Primorsko-goransko županijo.

## Geografija
Kampor  leži okoli 6 km severozahodno od mesta Raba na koncu zaliva Kamporska draga. Širše področje naselja pa se razteza vse do zaliva Sveta Fumija. V smeri rta Kalifront se razteza zavarovan gozd Dundo, ki je primeren za sprehode.

## Zgodovina
V zalivu Sveta Fumija je zanimiv frančiškanski samostan s cerkvijo iz leta 1458, ki hrani zbirko iluminiranih rokopisov iz 14. in 15. stoletja, ter nekaj inkunabul. Na področju samostana, ki ga je gradil mojster Juraj Dimitrov iz Zadra, se je ohranila starejša romanska cerkev sv. Eufumija, po kateri je samostan in zaliv dobil ime. V Kampoškem zalivu so pri arheoloških izkopavanjih odkrili ostanke rimske pristave (zidovi, mozaiki).
Na področju Kampora so italijanski fašistični okupatorji med drugo svetovno vojno zgradili koncentracijsko taborišče. Spominsko pokopališče, postavljeno v spomin žrtvam, budi spomin na nekaj tisoč rodoljubov, ki so našli smrt v tem taborišču. Spominsko pokopališče je projektiral arhitekt Edo Ravnikar (1955), mozaična kompozicija pa je delo slikarja M. Preglja.

## Demografija
| Pregled števila prebivalcev po letih | Pregled števila prebivalcev po letih | Pregled števila prebivalcev po letih | Pregled števila prebivalcev po letih | Pregled števila prebivalcev po letih | Pregled števila prebivalcev po letih | Pregled števila prebivalcev po letih | Pregled števila prebivalcev po letih | Pregled števila prebivalcev po letih | Pregled števila prebivalcev po letih | Pregled števila prebivalcev po letih | Pregled števila prebivalcev po letih | Pregled števila prebivalcev po letih | Pregled števila prebivalcev po letih | Pregled števila prebivalcev po letih |
| ------------------------------------ | ------------------------------------ | ------------------------------------ | ------------------------------------ | ------------------------------------ | ------------------------------------ | ------------------------------------ | ------------------------------------ | ------------------------------------ | ------------------------------------ | ------------------------------------ | ------------------------------------ | ------------------------------------ | ------------------------------------ | ------------------------------------ |
| 1857                                 | 1869                                 | 1880                                 | 1890                                 | 1900                                 | 1910                                 | 1921                                 | 1931                                 | 1948                                 | 1953                                 | 1961                                 | 1971                                 | 1981                                 | 1991                                 | 2001                                 |
| 386                                  | 442                                  | 474                                  | 475                                  | 454                                  | 566                                  | 566                                  | 682                                  | 951                                  | 966                                  | 1186                                 | 1011                                 | 1109                                 | 1178                                 | 1293                                 |